# Opius rainierensis
Opius rainierensis är en stekelart som beskrevs av Fischer 1964. Opius rainierensis ingår i släktet Opius och familjen bracksteklar. Inga underarter finns listade i Catalogue of Life.